# Парвізджон Умарбаєв
Парвізджон Абдуллоєвич Умарбаєв (тадж. Парвизчон Абдуллоевич Умарбоев; нар. 1 листопада 1994) — таджицький та російський футболіст, атакувальний півзахисник болгарського клубу «Локомотив» (Пловдив) та національної збірної Таджикистану.

## Клубна кар'єра
Кар'єру в «Рубіні» розпочинав у молодіжному складі, провів 18 матчів, відзначився 8 голами. За основний склад «Рубіна» дебютував 26 вересня 2012 року в 1/16 Кубка Росії з красноярським «Єнісеєм».
У 2013 році перейшов в оренду до «Нафтохіміка».
У 2014 році виступав за «Хімік». Дебют за дзержинську команду 10 серпня 2014 року в матчі 6-го туру ФНЛ проти «Томі». Першим та єдиним голом за «Хімік» відзначився 24 серпня 2014 року у виїзному матчі проти «Тюмені» (3:1).
У березні 2015 року перейшов в душанбинський «Істіклол».
У червні 2016 року підписав 2-річний контракт з представником болгарської Групи «А» «Локомотив» (Пловдив).

## Кар'єра в збірній
Володіючи російським громадянством у 2012 році викликався в юнацьку збірну Росії.
Виступав за молодіжну збірну Таджикистану (U-23 років) з 2015 року, дебют відбувся 27 березня в матчі проти Ємену. 31 березня 2015 року відзначився дебютним голом, у матчі проти Шрі-Ланки (5:1).
У травні 2015 року отримав виклик у національну збірну Таджикистану. Дебютував 8 вересня 2015 року в матчі проти Австралії. У сезоні 2018/19 років разом з командою виграв кубок Болгарії.

## Статистика виступів

### Клубна
Станом на 22 вересня 2019
| Клуб                                 | Сезон             | Чемпіонат              | Чемпіонат | Чемпіонат | Нац. кубок | Нац. кубок | Конт. кубок | Конт. кубок | Інші  | Інші | Загалом | Загалом |
| Клуб                                 | Сезон             | Дивізіон               | Матчі     | Голи      | Матчі      | Голи       | Матчі       | Голи        | Матчі | Голи | Матчі   | Голи    |
| ------------------------------------ | ----------------- | ---------------------- | --------- | --------- | ---------- | ---------- | ----------- | ----------- | ----- | ---- | ------- | ------- |
| «Рубін» (Казань)                     | 2011–12           | Прем'єр-ліга Росії     | 0         | 0         | 0          | 0          | 0           | 0           | -     | -    | 0       | 0       |
| «Рубін» (Казань)                     | 2012–13           | Прем'єр-ліга Росії     | 0         | 0         | 1          | 0          | -           | -           | -     | -    | 1       | 0       |
| «Рубін» (Казань)                     | Загалом           | Загалом                | 0         | 0         | 1          | 0          | 0           | 0           | 0     | 0    | 1       | 0       |
| «Нафтохімік» (Нижньокамськ) (оренда) | 2012–13           | Першість ФНЛ           | 6         | 0         | 0          | 0          | -           | -           | -     | -    | 6       | 0       |
| «Нафтохімік» (Нижньокамськ) (оренда) | 2013–14           | Першість ФНЛ           | 13        | 1         | 2          | 0          | -           | -           | -     | -    | 15      | 1       |
| «Нафтохімік» (Нижньокамськ) (оренда) | Загалом           | Загалом                | 19        | 1         | 2          | 0          | 0           | 0           | 0     | 0    | 21      | 1       |
| Хімік" (Дзержинськ)                  | 2014–15           | Першість ФНЛ           | 9         | 1         | 2          | 0          | -           | -           | -     | -    | 11      | 1       |
| «Істіклол»                           | 2015              | Чемпіонат Таджикистану | 13        | 3         | 6          | 2          | 11          | 0           | 1     | 0    | 31      | 5       |
| «Істіклол»                           | 2016              | Чемпіонат Таджикистану | 6         | 2         | 0          | 0          | 5           | 1           | 1     | 0    | 12      | 3       |
| «Істіклол»                           | Загалом           | Загалом                | 19        | 5         | 6          | 2          | 16          | 1           | 2     | 0    | 43      | 8       |
| «Локомотив» (Пловдив)                | 2016–17           | Група «А»              | 33        | 3         | 3          | 0          | -           | -           | -     | -    | 36      | 3       |
| «Локомотив» (Пловдив)                | 2017–18           | Група «А»              | 29        | 3         | 2          | 0          | -           | -           | -     | -    | 31      | 3       |
| «Локомотив» (Пловдив)                | 2018–19           | Група «А»              | 27        | 1         | 3          | 0          | -           | -           | -     | -    | 30      | 1       |
| «Локомотив» (Пловдив)                | 2019–20           | Група «А»              | 8         | 0         | 0          | 0          | 4           | 0           | 1     | 0    | 13      | 0       |
| «Локомотив» (Пловдив)                | Загалом           | Загалом                | 97        | 7         | 8          | 0          | 4           | 0           | 1     | 0    | 110     | 7       |
| Усього за кар'єру                    | Усього за кар'єру | Усього за кар'єру      | 144       | 14        | 18         | 2          | 20          | 1           | 3     | 0    | 186     | 17      |

### У збірній

#### По матчам
| Дата       | Місто               | Господарі   | Результат | Гості        | Турнір                    | Голи | Примітки |
| ---------- | ------------------- | ----------- | --------- | ------------ | ------------------------- | ---- | -------- |
| 08-09-2015 | Душанбе             | Таджикистан | 0 – 3     | Австралія    | Відбір до ЧС 2018         | -    | 63'      |
| 08-10-2015 | Бішкек              | Киргизстан  | 2 – 2     | Таджикистан  | Відбір до ЧС 2018         | -    | 78'      |
| 13-10-2015 | Амман               | Йорданія    | 3 – 0     | Таджикистан  | Відбір до ЧС 2018         | -    | 72'      |
| 12-11-2015 | Душанбе             | Таджикистан | 5 – 0     | Бангладеш    | Відбір до ЧС 2018         | -    | 28'      |
| 29-03-2016 | Душанбе             | Таджикистан | 0 – 1     | Киргизстан   | Відбір до ЧС 2018         | -    | 73'      |
| 02-06-2016 | Душанбе             | Таджикистан | 5 – 0     | Бангладеш    | Відбір до Кубка Азії 2019 | 1    | 49' 77'  |
| 07-06-2016 | Дакка               | Бангладеш   | 0 – 1     | Таджикистан  | Відбір до Кубка Азії 2019 | -    |          |
| 06-09-2016 | Хеврон              | Палестина   | 1 – 1     | Таджикистан  | товариський матч          | 1    | 39' 81'  |
| 05-10-2016 | Душанбе             | Таджикистан | 3 – 3     | Палестина    | товариський матч          | 1    | 93'      |
| 09-11-2016 | Душанбе             | Таджикистан | 3 – 0     | Туркменістан | товариський матч          | -    | 83'      |
| 13-11-2016 | Душанбе             | Таджикистан | 1 – 0     | Афганістан   | товариський матч          | -    | 86'      |
| 23-03-2017 | Мадінат-Іса         | Бахрейн     | 1 – 1     | Таджикистан  | товариський матч          | -    | 49' 68'  |
| 28-03-2017 | Доха                | Ємен        | 2 – 1     | Таджикистан  | Відбір до Кубка Азії 2019 | 1    | 9'       |
| 13-06-2017 | Душанбе             | Таджикистан | 3 – 4     | Філіппіни    | Відбір до Кубка Азії 2019 | 1    | 57'      |
| 05-09-2017 | Лалітпур (Непал)    | Непал       | 1 – 2     | Таджикистан  | Відбір до Кубка Азії 2019 | -    | 50'      |
| 10-10-2017 | Гісар (Таджикистан) | Таджикистан | 3 – 0     | Непал        | Відбір до Кубка Азії 2019 | 1    | 60' 79'  |
| 14-11-2017 | Гісар (Таджикистан) | Таджикистан | 0 – 0     | Ємен         | Відбір до Кубка Азії 2019 | -    | 76' 77'  |
| Усього     |                     | Матчів      | 17        |              | Голів                     | 6    |          |

#### По рокам
| національна збірна Таджикистану | національна збірна Таджикистану | національна збірна Таджикистану |
| Рік                             | Матчі                           | Голи                            |
| ------------------------------- | ------------------------------- | ------------------------------- |
| 2015                            | 4                               | 0                               |
| 2016                            | 7                               | 3                               |
| 2017                            | 6                               | 3                               |
| 2018                            | 0                               | 0                               |
| 2019                            | 7                               | 0                               |
| Total                           | 24                              | 6                               |

Станом на 19 листопада 2019

#### Голи за збірну
Рахунок та результат збірної Таджикистану в таблиці подано на першому місці.
| #  | Дата            | Місце                                       | Суперник  | Рахунок | Результат | Змагання                         | Пос.   |
| -- | --------------- | ------------------------------------------- | --------- | ------- | --------- | -------------------------------- | ------ |
| 1. | 2 червня 2016   | Памір, Душанбе, Таджикистан                 | Бангладеш | 3–0     | 5–0       | кваліфікація Кубку Азії 2019     |        |
| 2. | 6 вересня 2016  | Міжнародний стадіон Дора, Хеврон, Палестина | Палестина | 1–0     | 1–1       | Товариський матч                 | [ 14 ] |
| 3. | 5 жовтня 2016   | Памір, Душанбе, Таджикистан                 | Палестина | 3–3     | 3–3       | Товариський матч                 | [ 15 ] |
| 4. | 28 березня 2017 | Сухейм бін Хамад, Доха, Катар               | Ємен      | 1–0     | 1–2       | кваліфікація Кубку Азії 2019     | [ 16 ] |
| 5. | 13 червня 2017  | Памір, Душанбе, Таджикистан                 | Філіппіни | 1–3     | 3–4       | кваліфікація Кубку Азії 2019     |        |
| 6. | 10 жовтня 2017  | Центральний стадіон, Гісар, Таджикистан     | Непал     | 2–0     | 3–0       | 2019 AFC Asian Cup qualification | [ 17 ] |

## Досягнення

### Клубні
«Істіклол»
- Чемпіонат Таджикистану
  -  Чемпіон (1): 2015[18]
- Кубок Таджикистану
  -  Володар (1): 2015[19]
- Суперкубок Таджикистану
  -  Володар (2): 2015[20] 2016[21]

«Локомотив» (Пловдив)
- Кубок Болгарії
  -  Володар (2): 2018/19, 2019/20
- Суперкубок Болгарії
  -  Володар (1): 2020